# تاريخ مقدونيا الشمالية

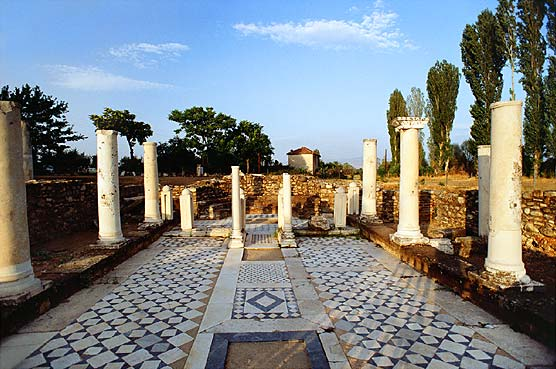
أنقاض مدينة أسسها فيليب الثاني المقدوني في القرن الرابع قبل الميلاد

في العصور القديمة، معظم الأراضي التي هي الآن من جمهورية مقدونيا سكنها شعب البايونيناس، وهو شعب تراقي الأصول. كما تضمنت أجزاء من إيليريا القديمة ودرانبا التي يسكنها مختلف الشعوب الإيليرية، اللينسيستية وبيلاجونيا وقبائل مولوسيان. كانت مقدونيا بلا حدود ثابتة، وكانت تخضع أحيانا لملوك مملكة مقدونيا. مقدونيا في العصور الوسطى 700 ميلادي: الأدب البيزنطي يشهد على مداهمة البيزنطيين للأراضي السلاقيه في منطقة مقدونيا، وساعدهم على ذلك البلغار.السجلات التاريخية الموثقة في 680 ميلادي تقول ان مجموعة من السلاف، البلغار والبيزنطيون بقيادة البولجار كوبر استقروا في منطقة سهل كيراميزيان ومدينة بيتولا.
في أوائل القرن الثالث عشر، الإمبراطورية البلغارية الثانية التي عادت للحياه تمكنت من السيطرة على المنطقة، لكن الإمبراطورية البلغارية التي كانت تُعاني من صعوبات ومشاكل سياسية لم تصمد وعادت المنطقة إلى الحكم البيزنطي مرة أخرى في أوائل القرن الرابع عشر. في القرن الرابع عشر، أصبحت جزءا من الإمبراطورية الصربية، الذين رأوا أنفسهم كمحررين للسلافيين أقاربهم من الاستبداد البيزنطي. سكوبيه أصبحت عاصمة القيصر ستيفان دوسان امبراطور صربيا. الأراضي التابعة للجمهورية المقدونية حاليا كانت تشكل أقصى جزء جنوب جمهورية يوغسلافيا السابقة. حدود الدولة الحالية كانت قد حددت بعد الحرب العالمية الثانية من قبل الحكومة اليوغسلافية والتي سمت مقدونيا باسم جمهورية مقدونيا الاشتراكية معتبرة المقدونيين عرقية منفصلة لها دولتها الخاصة.
في القرن الرابع عشر، دخلت مقدونيا ضمن الإمبراطورية الصربية لعدة عقود، تلاها استيلاء العثمانيون على تلك المناطق. استمرت مقدونيا جزءا من الإمبراطورية العثمانية لمدة خمسة قرون تقريبا.تبلغ نسبة المسلمين في الوقت الحالي تقريبا 33%.